# Pandolfo I Malatesta
Pandolf I Malatesta (1267 -Rimini 6 d'abril del 1326) va ser un noble italià, senyor de Rimini i de Pesaro.
Va ser fill de Malatesta I da Verrucchio.
Va obtenir del seu germanastre Malatestino els governs de Pesaro, Fano i Senigallia, però va mostrar poca habilitat a l'hora de defensar-los dels seus enemics. El 1317, a la mort de Malatestino, va govern la senyoria de Rímini, juntament amb el seu nebot Ferrantino. Per tal d'augmentar el seu prestigi i el de la seva casa, el 1324 va ser nomenat cavaller, juntament amb altres membres de la família, entre els quals els seus fills, Malatesta i Galeotto, i el seu nebot Ferrantino. Va lluitar contra el bàndol gibel·lí, i va derrotar el comte de Montelfeltro i a Uberto Malatesta, comte de Ghiaggiolo, una victòria que li va valer rebre el títol de cavaller pontifici el 1324.
Va morir el 6 d'abril de 1326 i fou enterrat a l'església de Sant Francesc de Rimini. Fou el tronc de la línia de senyors sobirans de Rimini.